# 잭슨카멜레온
잭슨카멜레온(Jackson's chameleon)은 동아프리카 태생의 카멜레온 종이지만 미국 하와이주, 플로리다주, 캘리포니아주에도 소개되었다.

## 분류학
잭슨카멜레온은 1896년 벨기에-영국 동물학자 조르주 알베르 불랑제에 의해 묘사되었다.

## 서식지 및 지리적 범위
잭슨카멜레온은 케냐 중남부와 탄자니아 북부의 해발 1,600~2,440m의 삼림과 숲이 원산지이다. 이 지역의 강우량은 계절에 따라 다르지만 1년에 127cm를 넘는다. 낮 기온은 일반적으로 16~27°C, 밤 기온은 일반적으로 4~18°C이다. 잭슨카멜레온은 케냐에 더 널리 퍼져 있으며, 나이로비 교외의 숲이 우거진 지역에서도 발견된다. 1972년 미국 하와이주에 도입된 아종은 이후 모든 주요 섬에 개체군을 형성하고 그곳에서 침입종이 되었다. 이 아종은 플로리다주에도 소개되었다. 하와이주에서, 그들은 주로 축축하고 그늘진 곳의 고도 100~1,000m에서 발견된다. 역사적으로 이 개체군은 미국에서 이국적인 애완동물 거래를 위해 잭슨카멜레온의 주요 공급원이었지만, 하와이주로부터의 수출은 이제 불법이다. 이것은 기회주의자들이 그들을 포획하고 팔기 위해 의도적으로 더 많은 야생 동물 개체군을 만드는 것을 막기 위해 행해졌다.

## 묘사
잭슨카멜레온은 때때로 수컷이 3개의 갈색 뿔을 가지고 있는데, 하나는 코 위에 있고 하나는 눈 위의 우월한 궤도 산등성이 위에 있는데, 이는 각룡류 공룡 속 트리케라톱스를 다소 연상시키기 때문이다. 암컷은 일반적으로 뿔이 없거나, 대신에 로스트랄 뿔의 흔적을 가지고 있다. 색깔은 보통 밝은 녹색이며, 일부 개별 동물들은 파란색과 노란색의 흔적을 가지고 있지만, 모든 카멜레온과 마찬가지로 기분, 건강, 온도에 따라 색깔이 빠르게 변한다.
다 자란 수컷은 총 길이가 38cm, 암컷은 25cm까지 이르지만, 더 전형적인 길이는 15~25cm이다. 톱니 모양의 등마루를 가지고 있고, 구불구불한 볏이 있다. 5개월이 지나면 성적으로 성숙해진다. 수명은 다양하며, 일반적으로 수컷이 암컷보다 더 오래 산다.

## 생태학

### 식성
잭슨카멜레온은 주로 작은 곤충을 먹이로 먹는다. 그들은 또한 그들의 토착 서식지에서 지네, 등각류, 노래기, 거미, 도마뱀, 작은 새, 그리고 달팽이를 먹는다.

### 영역
잭슨카멜레온은 대부분의 카멜레온 종보다 덜 영역적이다. 수컷은 일반적으로 교미권을 확보하기 위한 시도로 색상 표시와 자세를 통해 서로에 대한 지배력을 주장하지만, 보통 몸싸움이 일어날 정도까지는 아니다.

## 번식
대부분의 카멜레온은 난소지만 잭슨 카멜레온은 알주머니에서 부화할 준비가 되기 전에 곧 새끼를 낳고, 5개월에서 6개월의 임신 후에 살아있는 30살까지의 8마리의 카멜레온이 태어난다. 아종 T. j. 메루몽타누스는 5마리에서 10마리의 새끼를 낳는다.

## 사육장

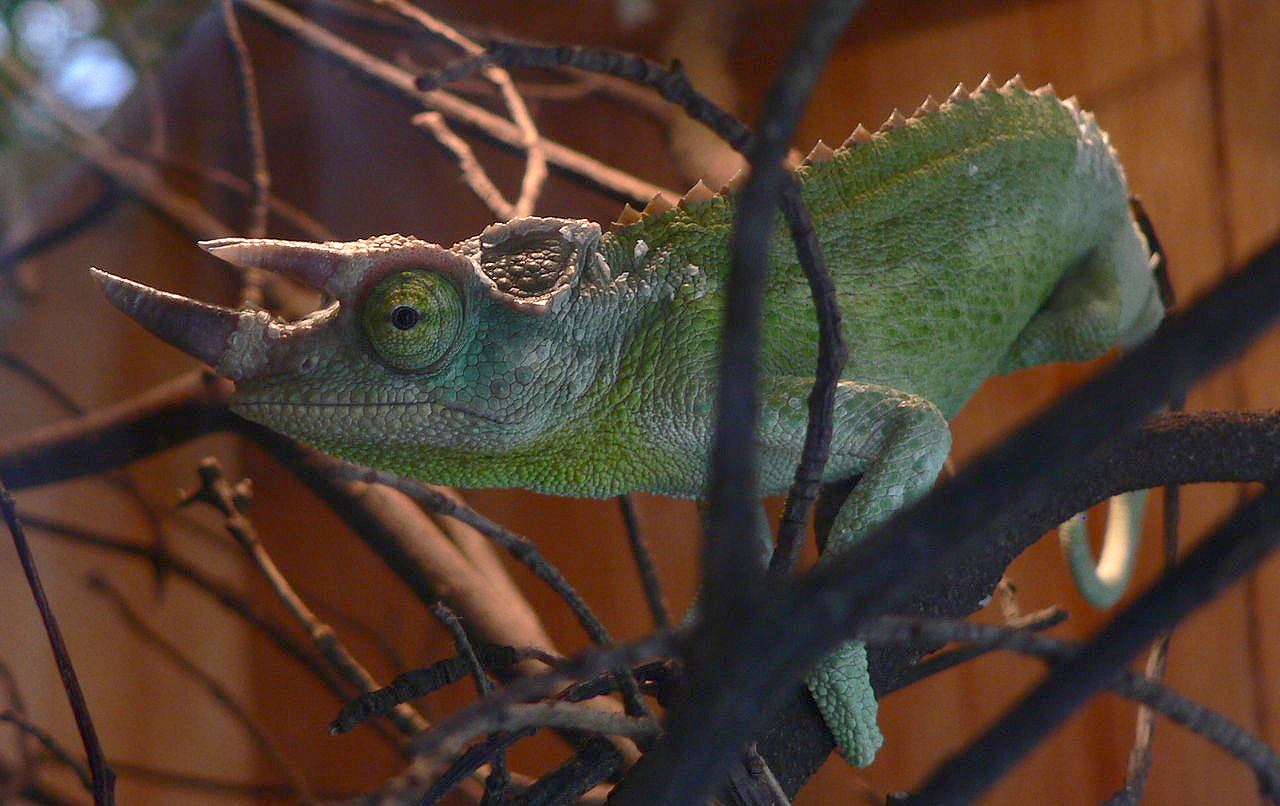
웰링턴 동물원의 잭슨카멜레온

사육장에서, 잭슨카멜레온은 높은 습도를 필요로 하고, 일반적으로 밤 동안 더 추운 온도를 필요로 한다. 너무 많은 열, 또는 과도한 습도는 이러한 동물들에게 눈 감염과 상층 호흡기 감염을 일으킬 수 있다. 사육되고 있는 잭슨카멜레온은 5년에서 10년 사이에 살 수 있다.

## 같이 보기
- 세뿔달린카멜레온
- 파슨카멜레온
- 팬서카멜레온
- 베일드카멜레온
- 카멜레온과